# Берголо
Берголо або Берґоло (італ. Bergolo, п'єм. Bèrgoj) — муніципалітет в Італії, у регіоні П'ємонт, провінція Кунео.
Берголо розташоване на відстані близько 460 км на північний захід від Рима, 75 км на південний схід від Турина, 55 км на схід від Кунео.
Населення — 68 осіб (2014).
Покровитель — Natività.

## Демографія
Населення за роками:

Станом на 1 січня 2023 року в муніципалітеті офіційно проживали 3 іноземці з 2 країн, серед них 2 громадяни України.

## Сусідні муніципалітети
- Кортемілія
- Левіче
- Пеццоло-Валле-Уццоне
- Торре-Борміда